# NGC 5565
NGC 5565 é uma estrela na direção da constelação de Virgo. O objeto foi descoberto pelo astrônomo Lewis Swift em 1884, usando um telescópio refrator com abertura de 16 polegadas. 